# پالمر (ماساچوست)
پالمر، ماساچوست
پالمر(به انگلیسی: Palmer) شهری در شهرستان همپدن ایالت ماساچوست می‌باشد که در سال ۱۷۷۵ بنیان‌گذاری شده‌است. این شهر در سرشماری سال ۲۰۱۰ میلادی، ۱۲٬۱۴۰ نفر جمعیت داشته‌است.